# 猫娘 (ゲゲゲの鬼太郎)
猫娘（ねこむすめ）は水木しげるの漫画『ゲゲゲの鬼太郎』（旧題：『墓場の鬼太郎』）に登場する妖怪。主人公・鬼太郎のガールフレンド。ねずみ男と同じ人間と妖怪との間に生まれた半妖怪だが、彼の天敵。水木しげるが創作した妖怪キャラクターである。
通称は「ゲゲゲの鬼太郎」と「ビビビのねずみ男」に対して、「ニャニャニャの猫娘」。「ニャニャニャの〜」の通り名は猫の鳴き声が由来と言われる。ねこ娘、ネコ娘とも表記される。

## プロフィール
- 身長：136cm
- 体重：29kg

※身長・体重共に原作設定。アニメ版は第3作以降（特に第3、5、6作）それ以上のより成人に近い体形となる。詳細は後述。
- 年齢：鬼太郎より1歳年上（昭和28年生まれ）。
- 出身地：日本・東京都
- 居住地：初登場時、東京都調布市の下石原八幡神社の縁の下（中華そば屋・「八幡」の隣）[1]→化け猫長屋（2階に下宿）→ゲゲゲの森→妖怪横丁→再びゲゲゲの森

## 概要
普段は人間と変わりない容姿だが、ネズミ（ねずみ男を含む）や魚を見たり怒ったりして興奮すると、眼が金色に染まり、耳まで裂けた口に鋭い牙をむきだした化け猫の形相になる。魚、鰹節、ネズミが大好物。鬼太郎・目玉おやじ・ねずみ男同様に、水木しげるが創作したキャラクターでありつつ妖怪としても認知されている。鬼太郎にしおらしい恋心を抱いている。アニメ第5作から「ゲゲゲの鬼太郎」と「ビビビのねずみ男」に対して「ニャニャニャのネコ娘」という通称ができた。一人称は「私」（原作、第1・5・6作）、「あたし」（第3・4作、稀に第2・5・6作）、「あたい」（原作初期、第2作、異聞妖怪奇譚、稀に第3作）と作品によって異なるだけでなく、その時の気分で変わる場合もある。
出自は人間と妖怪との間に生まれた半妖怪で、水木プロ監修の書籍等でも公式に「ねずみ男と同じ半妖怪」と解説されているが、ねずみ男のように作中本編でその設定に触れられる描写は滅多にない。
原作の初期ではねずみ男の天敵として複数の猫娘タイプの妖怪、猫女系妖怪が登場しているが、ほとんどが1話限りのゲストキャラクターだった。鬼太郎の友達として、おかっぱ頭にワンピース姿の猫娘が原作で初登場したのは『週刊少年マガジン』版第1シリーズの「猫娘とねずみ男」から。
鬼太郎のガールフレンド的な立場として猫少女がレギュラー化するのは『週刊少年サンデー』版から。この時は和服姿のボサボサ頭で、マガジン版の猫娘とは容姿が大きく異なり、「猫子」（ねここ）という名前であった。ただしこのころから釣り目や円い頬などのデザインは確立している。この猫子はねずみや魚を見て化け猫と化す奇病を持つ人間であり、妖怪ではないと解説されるが、自身は「妖怪の一種」「人類には興味ない」など、本編内で人間ではないと言及しているため、純粋な妖怪か人間か曖昧になっている（ねこ娘やねずみ男の様な「半妖怪」とはされていない）。
アニメ版においては第1作20話「猫娘とねずみ男」でゲストとして初登場、第2作では1話より登場しレギャラーに加わる。赤を基調にした衣装にリボン、鬼太郎に恋心を抱く描写などの要素が確立する。
アニメ版と同様の大きなリボンを結んだ猫娘が原作で登場して定着したのは1980年代のアニメ第3作の頃に連載していたシリーズからであり、アニメ版からの逆輸入キャラクターといえる。この時初めて上記の身体サイズが設定され、当時の講談社などで発行された鬼太郎百科関連で発表された。水木が昭和33年6月に「東真一郎」名義で発表した『怪奇猫娘』に登場する、サンマの匂いで思わず猫顔に変貌してしまう主人公の猫娘が、後の鬼太郎シリーズに登場する猫娘の前身的存在とされている（このときの猫娘はみどりという名前で、出生は彼女の父が巨大な烏猫という猫を殺したため、そのたたりで猫のような性質を持ってしまった。生まれる時は埋葬した母の墓から這い出してくるという鬼太郎の生い立ちとよく似ている）。
服装は原作でもアニメでも白いブラウスに赤～ピンクの吊りスカート姿が基本だが、第2作だけは白い襟の付いた赤に黄色の大きな水玉模様のワンピースを着ている。「ゲゲゲの鬼太郎 妖怪千物語」第1部ではゴスロリ調の漆黒ドレスを着用、髪は肩ほどの長さのセミロングだったが、第2部からはアニメ第5作同様のショートカットとなった。
後述の寝子についてのものを除けば、鬼太郎と猫娘の出会いが描かれた公式作品は講談社刊『小説 ゲゲゲの鬼太郎』第1話「鬼太郎の誕生」のみ。鬼太郎が育ての親の家を出た直後、猫娘は魚を横取りしたねずみ男を追って来たところを鬼太郎と出会う。鬼太郎のことは砂かけ婆などから予め聞いており、この時点から彼の力を高く評価していた。
ねずみ男が悪事を働いた時に彼を懲らしめることが多く、その鋭い爪でねずみ男をボロボロにするまで引っ掻き回す。時には片腕を食いちぎることもあり、ねずみ男からは「我が生涯の天敵」「猫は猫娘だけでコリゴリ」と言われるほど恐れられている。しかし、ケンカするほど仲がいいという面もあり、ねずみ男とコンビで行動することも多い。
鬼太郎の青年期を描いた『続ゲゲゲの鬼太郎』の「猫娘の巻」では、鬼太郎が高校に通う一方で、怪奇女子大の不思議学科に在籍する女子大生として登場。両頬にねずみ男のような髭を生やし、豪華なコートを着込み、かなり高慢な性格となっていた。鬼太郎の家に住み込むため、ねずみ男を鬼太郎のもとから追い払うが、逆にねずみ男の罠にはまり、古書の中に吸い込まれて姿を消した。しかし、さらにその後の『新ゲゲゲの鬼太郎』で、鬼太郎の母校・墓の下高校の生徒として再登場。『続』とは外見が大きく異なり、マガジン版と同じワンピース姿で、前髪を左右に分けて後ろ髪をおさげにしている。この容姿の猫娘は、原作『ゲゲゲの鬼太郎挑戦シリーズ』第3話「地上絵の秘密」でも見られる。同じ猫娘と称するキャラクターでも著しく容姿が異なることから、これらをすべて別人とする解釈もある。ただし、 1980年7月12日に上映されたアニメ第2シリーズの第37話の劇場用ブローアップ再編集版『ゲゲゲの鬼太郎 地相眼』（第2シリーズDVD-BOXに収録）用に描き下ろされたカットや、同年小学館より刊行の『鬼太郎大百科』でも一部おさげ髪のねこ娘のイラストがあることから、原作者の水木しげるは、こちらを原作マガジン版とアニメで現在まで定着して認知されているおなじみの「ねこ娘」と同一人物として据えていたらしきことも示唆されている。
松竹製作の実写映画版は、出演した田中麗奈に合わせて身長158cmと設定されている。他にも年齢設定が鬼太郎ファミリー全員が江戸時代以前に誕生したこととなっており、猫娘は400歳である（鬼太郎350歳、ねずみ男1000歳、目玉おやじや砂かけ婆たちはそれ以上とされている）。なお、映画版が猫娘の実写初登場であるが、「月曜ドラマランド版」にもシナリオ準備稿段階では登場が予定されていた。オムニバスドラマ『水木しげるのゲゲゲの怪談』においては鬼太郎不在の鬼太郎の家で目玉おやじの話を猫娘が聞く体裁でストーリーテラーとして登場している。

## 寝子
原作およびアニメ『墓場鬼太郎』に登場した猫娘の元になったキャラクター。アニメではタレントの中川翔子が声優を務めた。本来は天保年間から代々続く「ねこ屋（ねこや）」という三味線作りを営む下宿屋の娘で人間だった。性格はアニメにおける猫娘とは相反して清楚で控え目である。後に鬼太郎のガールフレンドとなる猫娘の仲間とも扱われている。
寝子に関する設定をアニメ版『ゲゲゲの鬼太郎』で使った例として、第4作の35話では、猫娘が鬼太郎を怒らせて地獄へ流された悪人に対し「猫屋（ねこや）」というホテルを準備して待ち構えていた。また、第6作の24話では、猫娘がスマホを使ってネット上の情報を集める際に「寝子」の名前をハンドルネームとしていた。

## 能力
仲間妖怪の中では能力の種類に乏しい方で、強力な妖怪の部類に区分される事もないが、猫由来および妖怪としての基礎的な運動能力などは優れている。雑兵妖怪を含めれば猫娘が単独で倒した妖怪も少なくない。
爪牙
猫娘最大の武器。化け猫化した際には鋭くなった爪と牙を武器に用いる。牙は鰹節を容易に削って噛み砕くことができ、悪さをしたねずみ男の制裁や敵妖怪を撃退するのに効果を発揮している。爪による引っ掻き攻撃はアニメの方で主体武器となっており（原作の方では噛みつきの方の頻度が多い）、鬼太郎の髪の毛針同様強豪妖怪との戦いでは決め手に欠けるものの、自動車のタイヤぐらいは軽く切り裂き（第4作65話）、雑兵相手なら十分戦力となる。瞬時に出したり引っ込めることも可能。ねずみ男がお仕置きとして一番受けている（他の仲間では一反木綿がアニメでたまにとばっちりか、もしくは余計な一言で受ける。鬼太郎は原作・アニメ共に一度も受けておらず、嫉妬された際も頬をつねるかビンタ程度）。第4作79話で落とし穴に落とされたときにはこの能力を応用し、一瞬にして仲間たち全員を脱出させるほどの大きな横穴を掘削して見せた。この時に「爪が台無し」と発言したが、そのままねずみ男や多数の中国妖怪を爪で倒している。第4作87話では欲張りな人間を懲らしめるために引っ掻いている。第4作99話で妖魔城の銅鏡で猫娘の力を得た鬼太郎が使用（鬼太郎の表情も化け猫化した）。
アニメ第6作では、従来同様の鋭い爪の他に本気になれば、鎌の刃の如く十指の爪を伸ばすことまで可能で、その威力は敵の体を両断するほどだが、極端に硬いもの（8話のがしゃどくろ、46話の麻桶毛の鋼の髪など）は切れない。81話でひでり神の漫画アシスタントをした時は、爪をカッター代わりにスクリーントーンを切削していた。なお、鋭い牙を持つゆえに従来同様に噛みつきも得意だが、本編で直接的には一度も使用しなかった。
引っかき波動
スーパーファミコンゲーム『復活！天魔大王』で使用。爪で引っかく動作をすることで、青白い三日月状の斬撃を飛ばして遠方の敵を攻撃する。第6作で鎌状に爪を伸ばして攻撃する際には稲妻のような黄色い斬撃が生じ、至近距離ならば直接爪が当たらずとも相手を切り裂くことが可能。
運動能力
人間を遙かに超え、「素早さだけなら鬼太郎にも負けない」と自負している。事実、非常に高いジャンプ力や、高所から落ちても体勢を直して着地するなど、猫譲りの高い身体能力を見せている。第3作第28話「田を返せ!!妖怪泥田坊」でも、かなり巨大な泥田坊の肩を余裕で飛び越え遠くに着地している。また、第4作第3話では、夜叉が人の魂を奪うのに使っていたギターを破壊するため、列車通過中を狙って夜叉に飛び掛かり、ギターを列車に轢かせて破壊した（この時、鬼太郎には効果があった夜叉のギターが目玉おやじと猫娘には効かず、夜叉は猫娘の急襲を受けた）。さらに同89話では、大妖怪・ラクシャサの隙を突いて一時的に抑え込み、霊毛ちゃんちゃんこをも引き裂くパワーに強い精神力で耐えて、インドの行者が退治用の円陣を描く時間を稼いだりもした。
第6作では更に敏捷性に優れた動きを見せるようになり、至近距離から放たれたがしゃどくろのレーザー状の光線を紙一重で躱したりしている。但し82話でぬっぺっぽうの歌声の妖術により一時的に体を急激老化させられた時は、運動能力も衰えて避難場所の岩穴まで走り切れなかった（同じ条件で老化した鬼太郎は幾分力が残っており、彼女を抱き上げて岩穴まで走った）。
格闘技術
優れた格闘センスを持ち、アニメ第3作では猫譲りの非常に高いジャンプ力と併せてキック力もある。アニメ第5作では、いつも鬼太郎に守られてばかりいることへの自責の念からカラス天狗の道場で武道を学び、かまいたちなどといった強豪の相手とも組み合えるようになった。かまいたちとの対戦時は、相手は自在に空を飛ぶため空中戦を強いられ、爪よりも長くて危険な手の鎌を持っているなど圧倒的に不利な状況だったが、85話では一見傷を負う事もなく互角に渡り合っていた。
第6作では上記の敏捷性・回避力を生かした身のこなしや、しなやかな受け身も取れるなど耐久性・防御力も高めで、トータルバランスに優れた格闘能力を有しており、巨大な見上げ入道とも互角に交戦したり、72話では正体を現したいやみを股間にキック一発で消滅させている（79話でこうもり猫にもキックしたが、こうもり猫は一時的にパワーアップしていたので、あまり効果がなかった）。爪以外では蹴り技を使うことが多いが、10話で学校の七不思議妖怪の一体であるトイレのヨースケくんに逆ギレされて殴り掛かられた際に片手で軽く受け止め、逆に鋭いパンチの連打で一方的に打ち負かしてパンチ力の強さを見せ、89話では手の目の腕関節をとり地面に組み伏せており、組み技系の体術の心得まである。
妖力波（妖力付与）
アニメ第4作で使用。自らの妖力を電撃状やオーラ状のエネルギーとして放射する技で、他の妖怪のケースから判断すると攻撃にも防御にも応用できる。各々の「色」（場合には臭いも）が存在するようで、猫娘の場合は通常の色（緑など）の他にピンク色がある。他のほとんどの仲間と同じく攻撃や防御に使っていた描写は見られていないが、第4作77話にて海和尚の作り出した海流を仲間と共に協力して逆流させている。また、この77話や52話では他の妖怪と同時に妖力波を放っているが、ねずみ男の妖力はあまりまともに飛ばなかったのに対し、猫娘は砂かけ婆や夜行さんなど他の妖怪と同レベルの妖力を放っている（104話では猫娘もねずみ男も、他の妖怪と同レベルの妖力を放って鬼太郎を復活させた）。
知覚力
人間より遙かに鋭敏な視覚・聴覚・嗅覚を持つ。アニメ第4作では、余程遠距離でない限り嗅覚でねずみ男や魚類の所在を突き止めることも多い。逆に第6作では嗅覚では察するまでに至らず、聴覚で周辺にねずみ男や他の妖怪たちの所在を察知する描写が増えている。
猫語
通常の猫と会話でき、協力を得ることができる。特にアニメ第5作ではクロを初めとする多くの猫達による情報網を活用している。妖術で人間から変えられた猫が相手の場合は、意味を為さない鳴き声になってしまい会話できないことがある（第6作77話）。
猫騙し
アニメ第5作65話で使用。姑獲鳥の前に掌を合わせて叩き、姑獲鳥が一瞬怯んだ隙に鬼太郎が姑獲鳥の体内に入り込み、体内電気で姑獲鳥の羽根を燃やした。
小道具
能力ではないが、女子の身だしなみや人間界への順応から携帯しているアイテムを調査や戦いに活用することもある。
リボン
アニメ第2作以降のトレードマーク。
手鏡
アニメ第2作24話で、武器（傘化けの熱線対策）として鬼太郎に貸した。
指輪
「妖怪千物語」の西洋妖怪編に登場、独特の紋様がある銀製の指輪。鬼太郎が借りて、霊気指鉄砲に乗せて銀の弾丸代わりに狼男へ撃ち込み勝利した。
携帯電話／スマートフォン
人間界に順応していることでアニメ第5作からアイテムとして使い始めた。第6作では犬山まなとの連絡・連携にも使われ、人間界に関する主要な情報源の一つともなっている。
前述の通り半妖怪であり、上記のような能力を備えているものの、攻撃の武器が自らの肉体しか無く、これといった特殊能力も無いため、戦闘力も低い。敵妖怪に無謀な戦いを挑んで返り討ちに遭い、鬼太郎や仲間たちに助けてもらうというパターンに陥るのもしばしばである。アニメ第5作では、それを苦にして武道を学び、想いを寄せる鬼太郎の役に立てる存在となることを健気に切望した。ただし、戦闘力が猫娘以下の妖怪も多くいるほか、上述・下記の通り、彼女が単独で倒した敵・奮闘して勝利に貢献した妖怪も数多い。また、第4作では砂かけ婆に薬草について教わっており、ある程度知識も持ち合わせている。アニメ2作以降、柔軟な発想で鬼太郎たちの危機を回避することに貢献するシーンも時折描写されるようになり、第5作では人間界のアルバイトなどを通じて得た情報や知識も鬼太郎と行動を共にする際に役立てている。
第6作では上記の「格闘技術」の項目にもあるように、原作や過去のシリーズから一転して戦闘力が高くなり、鬼太郎ファミリーの頼もしい戦力として単独で敵妖怪を倒したり、鬼太郎の留守中に妖怪が起こした事件を解決したりするなど、鬼太郎に次ぐアタッカーとして活躍している。鬼太郎が不在時や戦闘不能になった際に敵妖怪相手に単独で白星をあげることも少なくない（鬼太郎がいても最後にとどめを刺す場合もある）。ただし、その一方で幹部級の強敵には、力及ばず敗れたり苦戦を強いられて決着が付かないまま首領格が倒されたために対戦相手が撤退した場合もあり、それ以外でもマンモス（ラ・セーヌの部下）や石動零（鬼道衆の末裔）など妖怪に関わった人間相手に力負けしてしまったケースなどもある。戦闘力の高さだけに留まらず、妖怪大裁判で鬼太郎の弁護を務め証人相手に弁護士並みの高度な尋問を披露し、そのための資料として過去の裁判記録や古文書も読破して短時間で理解する、まぼろしの汽車で時間を過去に何度も戻りながら吸血鬼化を防ぐ方法を突き止めることに成功するなどの頭脳明晰ぶりも見せている。状況を察知して現場の光景から敵の罠を推理で突き止めるなど、戦闘面では文武両道に秀でている面も多く披露している。戦闘以外の駆け引きでは苦手な面もあり、まな達とトランプのババ抜きで遊んだ際には、普段のクールに振る舞う面とは逆でババが回って来たときの動揺が顔に出過ぎなこともあって連敗していた。また、物理的な攻守には長けているが、過去シリーズ同様特殊能力を使う敵の術には一方的に翻弄されたり操られてしまうことも多かった。

## アニメにおける変遷
第1期
第20話「猫娘とねずみ男」のゲストキャラクターとして登場。悪事を働くねずみ男を懲らしめる役割だった。ねずみ男とは本作が初対面で、猫化けして妖怪の能力を見せつけてねずみ男にお仕置きする。ねずみ男との力関係はこの頃から確立されており、本作以後ねずみ男の天敵となる。鬼太郎のことを「ちゃん」付けで呼び、鬼太郎からは「猫ちゃん」と呼ばれている。本作では鬼太郎とは仲の良い友達という程度の関係で描写されている。性格は割合にドライで、金欠が理由とはいえ、悪人の地獄送り任務の代行を抵抗無く受け、人間に対しても冷淡な面がある（なお、ターゲットの市議会議員は、手を下す直前、タクシーに撥ねられて亡くなったため、結果的には未遂に終わった）。おかっぱ頭にワンピース姿のデザインで鬼太郎より少しだけ背が高め。本作では後にトレードマークとなるリボンは結んでいない。
第2期
前作・第20話以来の再登場という設定で、本作よりヒロインとしてレギュラーメンバーに加わる。第1話「妖怪復活」から登場し、泥田坊に襲われたねずみ男を救っている。第3話、第9話、第16話、第20話、第21話、第36話、第44話は未登場だが、鬼太郎・目玉おやじ・ねずみ男と共に全話登場に近かった。本作より鬼太郎に対して密かな恋心を抱くようになり、鬼太郎親子の食料の買出しや食事の支度など世話女房的な役割も務めている。戦闘シーンはさほど多くないが、ヤマタノオロチの首を一つは倒すほどの戦闘力は見せている（ただしヤマタノオロチの首一つ一つは、鬼太郎の毛針の連射で簡単に倒される程度の強さしかなかった）。猫化した妖怪としての能力よりも、ねずみ男や貧乏神など男連中を片腕で投げ飛ばすといった腕力面の強さの方が多く描写されていた。口調は丁寧なものも多く、鬼太郎のことを「さん」付けで呼ぶようになった。鬼太郎からは「猫娘」と呼び捨てされるようになるが、第14話では「猫ちゃん」と呼ばれると赤面して嬉しがり、その際は目玉親父を「お義父様」と呼んで驚かせたこともある。また、たまにねずみ男も「ねずみ男さん」と呼んだりしていた。ただし対立することも多く「ほっとけばいいんだわ、あんなドブネズミ」などといったりもする。ねこ娘からねずみ男へのコンタクトは少なめで、鬼太郎に不遜な態度を取るねずみ男に怒ることが多いが、彼が一時的に死んだ時にはとても悲しんでいた。性格は前作のようなドライさを殆ど見せなくなった一方で、気が強く男勝りな面が目立つようになる。後の作品では見られないことだが、本作ではねずみ男の口車に乗ってしまったり、金儲けの話に乗っかったりなど、事件の原因を作って鬼太郎親子に叱られるエピソードも多い。原作では黒髪で前作はモノクロ作品のため明確ではなかったが、初のカラーとなった本作からこげ茶色の髪となる。本作のみ水玉ワンピース姿を普段着としている。この作品から頭に大きなリボンを結ぶようになり、後に原作でも反映されている。パンチラシーンは本作から描かれている。
第3期
第2話「鏡じじい」にて、天童星郎から鬼太郎宛の手紙を横取りしようとするねずみ男を止めに入る形で登場。全話登場に近かった前作より登場頻度が少なめで、人間側ヒロインである天童ユメコとの対比で三枚目的な役割を担う部分も多い。顔つきは割合ボーイッシュなデザインになった一方で、より成人女性に近い頭身・体形となる。性格は強気で活発。後半になると、はすっぱな雰囲気でセクシーな面も強調され、セクハラ被害に遭うことも多かった。鬼太郎に対して明確に恋心を持つようになり、鬼太郎のこととなると周りが見えなくなると言ってもいいほどで、白山坊に狙われた少女の代わりに花嫁衣裳を着た時のように本来の目的を忘れて鬼太郎に好意を見せることもしばしばである。鬼太郎を巡ってユメコをライバル視しており、三角関係が描かれるが、その一方でそれ以外のところではユメコとは仲が良く、力を合わせて戦うこともある。また、ユメコと二人で鬼太郎のもとに駆け寄る際に共に目玉おやじを見えずに蹴飛ばしてしまうなど似た者同士なところもある。マタタビ餅を作るのが得意で、鬼太郎たちに振舞うこともある。鬼太郎に「ネコ娘のマタタビ餅最高だなぁ」とほめられ喜んだり、ネコ仙人に操られて襲い掛かってきた猫たちに対してマタタビ餅をばら撒いて酔わせたりもしている（本作でマタタビ餅はねずみ男の好物としても描かれている）。本作より鬼太郎との関係は対等になり、お互い名前は敬称なしで呼び合うようになった。ねずみ男の天敵・お仕置き役としてのポジションも前作以上に確立されるようになり、彼の悪事に対して引っ掻く・噛み付くなどの厳しい制裁をたびたび加えていて、ねずみ男の顔に引っかき傷が描かれるのも本作から定番化する。鬼太郎がユメコに対して鼻の下を伸ばした際に八つ当たりで引っ掻いたりすることもある。ただし彼を心底嫌っているわけではなく、一緒に行動したり、時には彼のことを心配するなど、仲間としてそれなりに大切に思っている様子も見られ、仲が悪いというよりケンカ仲間という面が強い。劇場版第2弾では敵地で活躍した彼の頬にキスまでしており（ねずみ男は顔を真っ赤にして硬直してしまった）、ユメコが一度死亡した際には互いに抱き合って号泣している（直後にユメコは蘇生）。枕返しが見せた悪夢ではねずみ男の集団に追いかけられた（ねずみ男もネコ娘の集団に追いかけられた）。お転婆ではすっぱな性格ゆえにねずみ男と違う意味での問題行動を起こす事もあり、目玉おやじや砂かけばばあや児泣きじじいに時々呆れられる。ふくろさげに妖怪エネルギーを吸われた際、半妖怪であるねずみ男は体の右半身だけが弱ったのに対し、ねこ娘は全身が弱くなっていたほか、ねずみ男のことを「あいつは半妖怪だから」と蔑むような発言もしており、本作では本人が半妖怪であるという設定は見られない。
身長／152cm・体重／45kg・スリーサイズ／バスト80cm（Cカップ）・ウエスト54cm・ヒップ83cm・必殺技／ひっかき（身体サイズは本作のみで、劇場版『妖怪大戦争』公開以降のデザイン改訂に伴い設定）
第4期
第1話「妖怪!見上げ入道」から登場。第2作のようにほぼ毎回登場するというわけではないが、出番や活躍頻度が前作よりも多くなった。より原作の雰囲気に近く、かつ可愛らしいデザインとなり髪型も紫色の刈上げおかっぱに変わる。本作の『鬼太郎』は全体的にクールな作風になっており、第2作同様に鬼太郎が美人に弱いという設定は無く、ねこ娘も勝気な面は残しつつもクールで大人びた性格になり、女の子らしさが強調される。3期や後の5期・6期のようなヤキモチを焼くなどの描写は見られない。鬼太郎に好意を寄せるのは従来と変わらないが、あからさまに恋愛的な態度は少なく、幼なじみで仲の良い兄妹のような関係に近い。しかし、78話や106話などで鬼太郎が絶体絶命の危機から無事に帰還したときに誰よりも喜んだり、鬼太郎が人食い肖像画（青年画家の恨みが生み出した怨念の塊）に食べられた時や、鬼太郎が影女に攫われた時、鬼太郎の母に化けたヒ一族の巫女に毒入りの料理を食べさせられた鬼太郎が死にそうになった時には涙声になったり涙を流すなど、心の底では鬼太郎に強い恋心を抱いている。枕返しが見せた願望の夢では鬼太郎に誘われ、姥ヶ火に鬼太郎とカップル（嫉妬の対象）として認識される。鬼太郎を人食い肖像画に食べられた（ねずみ男と砂かけ婆も食べられた）悲しみで涙を流しながらも、居合わせた全員を肖像画に食べさせようとした青年画家（声 - 二又一成）のために美しい声で歌うという優しさを見せ、画家に自分の過ちに気付かせ、彼が生み出した人食い肖像画の力を鎮めた。画家が正気に戻ったと同時に食べられた者は全員解放され、怨念の塊は鬼太郎がちゃんちゃんこで消滅させた。優しい性格な一方で、悪人に対し冷酷な微笑みを浮かべながら地獄に突き落とす妖怪らしい冷徹さを垣間見せることもある（これには鬼太郎を傲慢に射殺しようとした悪人を制裁する意図があった。この時はメイド服を着用）。第3作のユメコとは違い、鬼太郎と人間の準レギュラー・村上祐子との仲は友達止まりで、ねこ娘と祐子も鬼太郎を通じて友達的な関係ではあるが、本編で両者が同時に登場するエピソードは少なく、3作ほどの親友とまでには至っておらず、恋敵のような関係にもならなかった。食事にはコンビニの猫缶を常食。鬼太郎とラーメンを食べに行ったり、焼き芋やパンなどを買ったりもしている。裁縫の心得があり、劇場版第3弾では一反木綿の傷を縫っている時、フランケンの縫い目を見て雑だと呆れていた。ねずみ男に対してはよく引っ掻き（時折口臭で反撃される）、冷たくあたる一方で、食事を差し入れしたり夜叉に殺されたときなどはただ一人悲しむなど、気にかける優しい一面も見せた。ねずみ男も内心自分を気遣ってくれるねこ娘に本気で心から感謝することがある。人間の女性のようには成長しない（成長はするものの極めて遅い）ことを気にしている。ねずみ男といつもの喧嘩になった際に、彼から「ずぅっとガキンチョのねこ女」と悪口を言われて反論できずに傷つき、インド妖怪ラクシャサの術により、一時的に妖艶な色香を持つ大人の姿（ねずみ男は見惚れていたが鬼太郎は動じなかった）に成長して鬼太郎を誘惑したこともあった。陰陽師・一刻堂に封じられたときは、彼の言霊で猫を抱いた人間の少女の姿（一刻堂はペットを抱いたお嬢さんと呼称）になり、それまで原作でも滅多に見られなかった「ねずみ男同様に半妖怪」という出自設定が、本作でアニメ初描写となった（鬼太郎に名前を呼ばれ元に戻った）。ただし、妖力に関してのレベルは妖怪仲間内では低い方ながらもねずみ男よりは上回り、52話や77話など妖力を分け与える場面では、静電気程度しか妖力を飛ばせなかったねずみ男に対して、ねこ娘は他の妖怪と同じぐらいの妖力を放っている（ただし、104話ではねずみ男もねこ娘同様に他の妖怪と同じぐらいの妖力を放っている）。仲間ともども中国妖怪の落とし穴に落とされたときには、爪を応用して一瞬にして巨大な横穴を掘削して全員を脱出させている。
背丈は鬼太郎と同じくらいになり、公称サイズは身長141cm、体重34kg。本作から化け猫の形相になる時に目が黄色くなる 。
第5期
第1話「妖怪の棲む街」から登場し、本作はアニメシリーズで初めて完全に全話登場となる。髪型は3期までに近い茶色でショートヘアになり、頭身も前作より伸びるなど、より現代的で顔つきも可愛いさが増したデザインとなる。本作より耳が尖って、口を閉じてても八重歯が目立つようにもなる。本作も鬼太郎に強い好意を抱いているが、その思いはなかなか伝わらず肩を落とすことも多い。美人の依頼者が鬼太郎に近づくのを嫌う極端なヤキモチ焼きとなる。性格は基本的に従来通りで、勝ち気だがわがままなところが無く素直で純情。お節介な面・世話好きな面があり、他者には親切である。また、面倒見が良い反面口うるさい。猫ゆえにほんのちょっとしたことで気分が変わりやすく、気に入らない相手には化け猫顔で脅すこともある。人間に対しても友好的でシビアな鬼太郎に苦言したこともあるが、悪人に対しては「食い殺す！」と敵意をあらわにすることもある。衣装が3期以上に極めて多彩になった（前作までと異なり、季節に併せて衣替えもしている）。リボンを解きロープ代わりに使用するシーンもある。『劇場版』では、ご当地バージョンで区分けされたコスチューム（マラソンランナー姿は全国共通）を披露した。鬼太郎を強引に恋愛映画に誘うのが恒例と化すが、鬼太郎自身は恋愛映画に無関心（上映前にすぐ寝てしまい毎回怒られている）で、いつも逆効果におわっていることにネコ娘は全く気づいていない。鬼太郎親子によく食事を作っているが、手伝った菓子屋のオーブンを爆発させたり鬼太郎への愛を込めたバレンタインチョコの試作1号をアマビエに「歪んだ愛」と揶揄されるほど形も味も悲惨だったり（最終的には食べられるものに仕上がったが、鬼太郎はバレンタインデーを知らなかった）と、洋菓子は苦手。他の妖怪らと鬼太郎親子の橋渡し役を買って出ており、仲間の妖怪からの信望は厚い。天狗ポリスとは特に親密な間柄であり、大天狗や黒鴉には目をかけられている。閻魔大王や宋帝王からは鬼太郎の片腕としてねずみ男と共に彼を支えていくよう激励の言葉を受け取っている。ねずみ男に対しては基本的に良い感情はもっておらず、天敵かつ昔からの鬼太郎の悪友という立場に嫉妬している事もあり、鬼太郎と長年の親友という二人の関係に「うらやましいよ！」とも言っている。第42話などで「どうして鬼太郎はあんな奴（ねずみ男）と親友なの？」と嫉妬の表情で砂かけ婆と子泣き爺に質問したこともあるが、ねずみ男が死ぬと鬼太郎が悲しむのが嫌なので彼を助けることもある。しかし、第47話の妖怪大裁判などで露わになった彼の鬼太郎に対する厚い友情を目にしたりと、徐々にねずみ男の情にもろく義理堅い一面を見るにつれて見方が変化していき、第68話でスパイ（宋帝王に化けた初代ドラキュラ伯爵）の存在にひとりだけ気付き訴えるねずみ男の目を見つめ、「あんたが嘘つく時は自信満々な目をしてるけど、真剣な目をしてたから信じる」と言い、第100話で黒雲坊（黒鴉の実の父親）に憑りつかれ道を踏み外しかけた黒鴉に説教するねずみ男に「あんた、ちょっと見直したわ」と言うなど、彼女なりに信頼を寄せる描写が見られるようになった。妖怪の中でもずば抜けて人間界に馴染んで生活しており、様々なアルバイトをしているため鬼太郎よりも世情に詳しい。アルバイト先などで妖怪の情報を手に入れ鬼太郎に伝える役割も担っている。アルバイトの際には偽名として「猫田宏美（ねこた ひろみ）」「根古宏美（ねこ ひろみ）」「猫野塚宏美（ねこのづか ひろみ）」と3種類名乗って名字だけ使い分けている。妖怪横丁の仲間では、ろくろ首と特に仲が良く、彼女にアルバイトを紹介しており人間界で一緒に働くこともある。「猫ちゃん」「ろくちゃん」と呼び合っているが、恋愛の進展差で少々嫉妬している（対象男性は別々）。パンチラシーンは本作から描かれなくなったが、下着そのものはバスガイドのバイトの際に晒しており、下着類に紛れ込んだ一反木綿を怒りと恥ずかしさでボロボロになるまで引っ掻いた。
身長／146cm・体重／37kg・必殺技／ひっかき・がんばっている事／アルバイト・好きなたべもの／カツオブシ、ネコ缶 （身長と体重は本作のみで、「推定サイズ」との事）
担当声優の今野宏美は、猫娘を人間に近いイメージとして、妖怪と人間の中間の立場を意識して演じることを心がけていると語っている。
第6期
本作の『鬼太郎』は、第1話「妖怪が目覚めた日」では鬼太郎親子しか活躍していない中で、ねこ娘だけ他の鬼太郎ファミリーと異なり第1話から姿を見せているが、1話では鬼太郎親子や人間たちの前に直接姿を現さずに台詞も無しで、妖怪ポストの情報を求める犬山まなのネット書き込みを見て返信し、彼女が鬼太郎と出会うきっかけを作る。台詞つきで登場するのは第2話「戦慄!見上げ入道」からで、他の鬼太郎ファミリーと共に本格的な初登場扱いだった。第5話、第6話、第26話、第32話、第45話、第68話、第70話は未登場で、出番があっても僅かか台詞無しの話もあるが、ほぼ毎回登場し、メインヒロインとして活躍する。紫色の髪や服装は第4作とほぼ同じだが、これまでのシリーズと比べて大幅にデザインが変更された。頭身が高くなり顔つきもスタイルもかなり大人っぽく美しい外見となり、服装の特徴としてはハイヒールを常用している。普段の瞳は従来より猫的な特徴が目立たなくなったが、夜になると昼間より瞳孔が開くようになる。髪型は長い髪を頭の後ろにシニヨンにしてまとめており、トレードマークの大きなリボンはそのために使われている。一方で戦闘時や怒った際は過去のシリーズ以上の凄まじい化け猫の形相となり、歴代よりも長く伸ばせるようになった爪には敵妖怪を切断するほどの威力を見せ、それ以外の身体的な戦闘能力も原作や従来のアニメシリーズより際立って高くなった。照れ屋で普段は不愛想でクールに振る舞う面が目立つようになるが、従来同様に本当はとても優しく面倒見の良い性格で、困っている人を見過ごしにできない善良さも変わらない。最初は相手に対してそっけなく接することも多いが、素直な好意を向けられたり褒められたりすると嬉しさを隠せず赤面するなど、容易く人の良さを露呈するのが定番化している。また、小さい子供などには親切な態度で話しかけたり、地道に暮らす老人などには礼儀正しく敬意を表すこともある。本作では鬼太郎にも素直になれず憎まれ口を叩いてしまうこともあるが、本心では前作までと同様に強い想いを寄せている。鬼太郎に助けられたり、優しくされたりすると頬を赤らめるのも定番になっている。スマートフォンを常用し、ハッキングやコンピューターセキュリティについての知識もあり、ネット社会に精通している。鬼太郎の家にはほとんど毎日のように来ていて、室内にある木の切り株の椅子に腰かけている事が多い。犬山まなとの初対面時は、鬼太郎との関係の嫉妬心もあって反りが合わずに一瞬女同士の対立にもなりかけたが、戦闘の際の勇敢な戦いぶりやまなを危険に巻き込まないよう気を遣う面倒見の良さを見せたことで、戦闘後はそれに感激したまなの方から「ねこ姉さん」と呼ばれて慕われるようになった。スマートフォンでまなと連絡が取り易いことから、鬼太郎ファミリーとの取次役も担う様になり、まなの出る話の殆どに出ている。西洋妖怪編で知り合った魔女・アニエスのことは、当初は鬼太郎に対する身勝手で横柄な態度などから嫌っていたが、アニエスが周囲と打ち解けて配慮も見せるようになってからは受け入れるようになり、バックベアードたち西洋妖怪軍団との戦いに鬼太郎ファミリーが勝利した後は、世界各地を巡る旅に出るアニエスと姉のアデルを仲間として見送った。前作ほど衣装が多彩ではないが、それなりに季節に併せての衣替えはしており、春と夏は変化ないものの、秋は紫色系のタイツを履き、さらに冬場は上着も着用して、靴もヒールからブーツ系に替えている。自分を騙した妖怪に容赦なく怒ることもあり、18話でかわうそに騙された件で怒り、また鬼太郎にもんぺ姿を見られ恥ずかしさのあまり八つ当たりした。大人びた外見の割に純情で、性的なことは苦手。また、ナンパやストーカーなど、女性に対する不誠実な行為には強い嫌悪感を示す。過去のシリーズ同様に魚介類が好物だが、食生活は基本的に人間と同じで、町で野菜を買ったり鬼太郎の家で温泉饅頭を食べるシーンがあるほか、まなとケーキ屋に行ったりもしている（南方妖怪から振舞われた虫の揚げ物料理には苦手な表情を見せた。ハロウィンを嫌っているが、限定スイーツに釣られてカミーラの仕組んだイベントにまなと出かけたこともある）。料理は得意で、作中でちらし寿司（ただしねずみ男につまみ食いされていた）や煮物などを作っており、皆から出来を褒められている。自分が作った野菜を密かに鬼太郎へ届けたり、スマホなどに関心が無い鬼太郎に猫のデザインを入れたノートで交換日記をしようと声をかけたり）するなど、具体的な行動を取れるきっかけがあれば、鬼太郎への想いを示そうと試みる事がある。妖怪の騒動で出向いた際に年頃の人間の娘などが鬼太郎に言い寄るのを見ると、第3・5作ほど露骨ではないが嫉妬の表情を顔に出す（ただし、鬼太郎が女性にまるで関心を抱かず、相手が近づいても女心に鈍いため常に鬼太郎が女性から呆れられてしまうので、ねこ娘は複雑な表情で安堵することが繰り返される）。ねずみ男とは歴代同様天敵同士の関係で、悪事を働いた際には厳しい態度を向けて折檻もするが、彼が辛い心境に陥った時などは心配しており、率先して助ける事もある。第38話で火車と魂が入れ替わったねずみ男に対して「『狩りたい』という欲求が湧かない」と異変をいち早く察している。
人間と妖怪の関係が良い方向に変わらないか密かに憂いており、第47話でその事をまなに伝えるが、暗躍していた名無しの罠によってまなの母に怪我を負わせてしまう形になり、それを見ていたまなに誤解を解こうと近づいて、刻印されていた五芒星からなる呪いの攻撃をその身に受けて消えてしまう。それが原因で妖怪と人間との関係に亀裂が生じることとなるが、消滅時に辛うじて残ったリボンに込められたねこ娘の想いと鬼太郎の念を受けて、まなが鬼太郎と和解することで解決した。名無しの怨念が原因で現世から消えかけたねこ娘の魂は直後に地獄へ行っており、まなの協力で名無しが成仏して騒動が決着した後で鬼太郎が閻魔大王に頼んでねこ娘の魂を現世に連れ戻すことで、ねこ娘は無事に復活する事が出来た。だが、復活時は妖力が回復しきっていないために、幼児の姿に戻っていて、記憶も自分の名前や知り合った仲間のことを朧気ながら覚えている程度で、性格も幼い状態に戻って鬼太郎へも素直に好意を表している。まなの事も知り合った人間としては辛うじて覚えていたが、彼女を「まなねーたん」と呼び、彼女からは「ねこちゃん」と呼ばれるなど普段と立場が逆転してしまっていた。第51話で恐山の温泉にて妖力を完全回復できたことで、記憶や能力と共に従来の姿に戻り、鵺との戦いに参戦した。元の状態に戻った後、鬼太郎達には「小さくなってた時に何言ったか覚えていないから忘れて」と言っていたが、実は覚えていて人知れず恥ずかしがっている。鬼太郎はねこ娘を蘇らす代償に「地獄を脱走した『大逆の四将』を送還する。それが果たせぬ場合はねこ娘は地獄に引き戻され、鬼太郎も四将の代わりに永久に地獄の底に繋がれる」という密約を閻魔大王と交わしたが、この件に鬼太郎が関わることになったきっかけが、自分の判断ミスで起きた（と、鬼太郎は責任を感じている）名無しの一件も発端の一つとなったために、余計な心配をかけさせたくないという考えで、ねこ娘とまなには黙っておくよう鬼太郎は仲間達に口止めしたが、ねこ娘は復活時に戦った鵺が四将の一体で、四将を大昔に封じた鬼道衆の末裔・石動零が四将や妖怪を憎んで鬼太郎の前に立ちはだかり、まなの前にまで姿を現したので、「閻魔大王から頼まれて鬼太郎が大逆の四将を地獄へ連れ戻す役目を担っている」と密約以外はねこ娘もまなも聞かされることになり、ねこ娘は四将との戦闘そのものには協力し続けていた。そして、第74話で零から密約の件を聞かされ知ったまなを通して、ついに密約の件を聞かされショックを受け、第75話で今度は鬼太郎に告げずに彼を援助しに地獄へ自ら向かいファミリー総出で事件を解決させる。鬼太郎と再会した際に先述の密約の件を内緒にされていたことに関し、（自分やまなに対する鬼太郎の心情・気持ちを痛感し、充分に察していたうえで）鬼太郎の頬をひっぱたきながら「何よ、わたしのためって!　代わりに鬼太郎が犠牲になって…嬉しいわけないでしょ!!」と泣き崩れた。鬼太郎もねこ娘とまなに「すまない。もう二度としないから、これからも僕の仲間でいてほしい」と内緒にしていたことを謝罪した。
第93話では、バレンタインデーに鬼太郎への告白を果たし晴れて両想いとなるが、その半月後ピーによる全世界吸血鬼化事件の回避を目玉おやじに託されまぼろしの汽車で自身の意識のみ過去に遡り、幾度となくタイムリープの末に発端であるねずみ男の吸血鬼化を阻止するも2月14日に鬼太郎と会う約束を破棄せざるを得ず、事件解決と共に告白もなかったことになったが、本人は「大丈夫、一度出来たのだから、きっともう一度…、いつか」と前向きに決意を新たにした。
第96話で鬼太郎が総理に殺されたことをまなから聞かされた時はその場で泣き崩れるほど悲しむが、駆け付けたアニエス・アデル・石動零・伊吹丸の助力を得て、自らの命の力を捧げ鬼太郎の魂が絶望のあまりに陥ってしまった「あらざるの地」への入口を開き、鬼太郎を助けるためにまなを向かわせる。最終話では命尽きる前に鬼太郎とまなが戻り生存（一時倒れ伏したが意識を保って戦いを見届け、その直後まなに駆け寄るほど回復した）するも、まなが鬼太郎を助けた代償に自分たちと過ごした日々の記憶を失った知るとショックで泣きつき、その後もまなを密かに見守っていた。10年後に記憶を取り戻したまなや鬼太郎ファミリー、さらにアデル・アニエス姉妹と共に不死見温泉を訪れ、後日にまなから送られた記念写真と目玉おやじのLINEスタンプに既読を付けた（そこで第6作は幕となる）。
第23話では、その時点から33年前（1985年）の回想で、顔や体格は現在と変わらないがバブル真っ只中の肩パッド入りの赤いスーツを着ており、髪型やリボンの長さも異なっていた。第91話では、その時点から52年前（1968年）、48年前（1972年）の回想シーンで、現在とほとんど変わらない容姿ながらも若干幼めな雰囲気で、服装や髪型も現在とは異なっていた。
本作準拠の小説「貝稚児」（「蒼の刻」収録）では、人間界で第5作同様に偽名として「猫田（ねこた）」とも名乗っている。
プロデューサーの永富大地、シリーズディレクターの小川孝治（監督）の対談において、8頭身に設定されたことは元々人間のヒロインであるまなとの差別化のためだったこと、女優の菜々緒のイメージであったこと、また、フジテレビのプロデューサーの提案であったことが明かされた。水木プロは東映アニメーションを信頼していることから、この提案が採用された。ただし身長や体重など身体サイズの設定数値は、どれも公表されておらず不詳。作中でも過去のシリーズと異なり、ねずみ男よりも長身に描かれぬりかべに次ぐ高さになっている。
『アニメージュ』が主催する人気投票によるアニメグランプリの女性キャラクター部門で、2019年に『ゲゲゲの鬼太郎』の女性キャラクターとして2位を受賞している。

## 他作品への登場
原作者の水木しげるが直接手がけた事例ではないが、2017年の長編アニメーション『映画 妖怪ウォッチ シャドウサイド 鬼王の復活』では、鬼太郎や仲間たちと共に「コラボ出演」という形で登場した。原作漫画やアニメ一期に寄せたデザインで、短いおかっぱ頭に黄色いリボンを着用している。

## 演者
各種媒体にて猫娘を演じたのは以下の通り。
- 声優
  - 山口奈々 -（第1期：第20話）
  - 小串容子 -（第2期）
  - 三田ゆう子 -（第3期）
  - 西村ちなみ -（第4期）
  - 今野宏美 -（第5期）
  - 皆口裕子 -（映画 妖怪ウォッチ シャドウサイド 鬼王の復活[31]）
  - 庄司宇芽香 -（第6期）
  - 宮村優子 -（ゲーム『ゲゲゲの鬼太郎 逆襲!妖魔大血戦』、『ゲゲゲの鬼太郎 異聞妖怪奇譚』、『ゲゲゲの鬼太郎 危機一髪!妖怪列島』）
  - 佐藤聡美 -（パチスロ『ゲゲゲの鬼太郎 ブラック鬼太郎の野望』）
- 実写
  - 田中麗奈 -（劇場映画『ゲゲゲの鬼太郎』シリーズ）
  - 森川葵 -（オムニバスドラマ『水木しげるのゲゲゲの怪談』）
  - 上坂すみれ -（舞台『ゲゲゲの鬼太郎』[32]）
  - 飯尾夢奏 -（P&Gジャパン「レノア クエン酸in 超消臭」テレビCM[33]）